# Manuel Astorga
Manuel Astorga Carreño (Iquique, 1937. május 15. –) chilei válogatott labdarúgókapus.
A chilei válogatott tagjaként részt vett az 1962-es világbajnokságon.

## Sikerei, díjai
Universidad de Chile
- Chilei bajnok (5): 1959, 1962, 1964, 1965, 1967

Chile
- Világbajnoki bronzérmes (1): 1962